# Назар Стодоля (п'єса)
«Наза́р Стодо́ля» — п'єса Тараса Шевченка написана 1843 року. Створена на межі першого й другого періоду творчості митця, вона є новим явищем в українській драматургії. Зображені в ній події відбуваються у 17 столітті біля Чигирина. Розвиток дії подано в романтичному дусі, проте в п'єсі переважають риси реалістичного відтворення дійсності. Етнографічно-побутові картини увиразнюють історичний колорит. Сценічні якості драми забезпечили їй великий успіх, і вона досі входить до репертуару українських труп. На тему Шевченкової п'єси Костянтин Данькевич у 1960 році написав однойменну оперу.

## Історія написання та жанр
Дослідники не дійшли до єдиного висновку щодо мови, якою створено оригінал п'єси.
Точаться суперечки й щодо жанру «Назара Стодолі». Одні визначають його як історично-побутову драму (Василь Шубравський), інші вважають, що твір «мало спільного має з російськими романтичними традиціями і своїми типовими ознаками належить до сентиментально-побутових п'єс (приперчених історичною бутафорією), що з'явилися у нас на початку XIX ст.» О. Кисіль, П. Рулін, а також Василь Івашків визначали жанр твору як мелодраму.

## Сюжет
Сюжет побудовано на традиційному любовному трикутнику, хоча образ основного Назарового суперника, полковника Молочая, винесено за межі тексту твору, а місце центрального негативного персонажа посідає Хома Кичатий. Традиційний образ матері, що зазвичай прагне шлюбу доньки з багатим, замінено на образ лиходія батька, який згоден відступитися од своїх намірів лише під загрозою смерті.

## Сприйняття
Від своєї публікації «твір витримав суд найсуворішого судді, яким є час, і от уже сто років, як не сходить з репертуару українського театру. А коли яка п’єса  продержалася в репертуарі сто років і з репертуару далі не сходить, то легковажити сценічно-мистецькі якості такого твору не доводиться». Зокрема, на думку українського режисера Федіра Стригуна, «Назар Стодоля» є знаковою п’єсою української драматургії, яка «виховала ціле покоління акторів, драматургів».

## Інтерпретації та екранізації
За мотивами п'єси були зняті фільми:
- Назар Стодоля (фільм, 1936) — україномовний радянський фільм-драма режисера Георгія Тасіна за сценарієм Івана Кулика;
- Назар Стодоля (фільм, 1953) — україномовний радянський фільм-спектакль режисера та сценариста Віктора Івченка;
- Назар Стодоля (фільм, 1989) - україномовний телевізійний фільм режисерки Тетяни Магар.